# 瓜亞卡內斯 (聖彼德省)
18°27′12″N 69°27′0″W / 18.45333°N 69.45000°W
瓜亞卡內斯（西班牙語：Guayacanes），是多明尼加共和國的城鎮，位於該國東南部，由聖彼德省負責管轄，面積129.78平方公里，2012年人口37,889，人口密度每平方公里290人。